# Jean Filiol
Pour les articles homonymes, voir Jean Filliol et Filliol.
Jean Filiol (parfois orthographié erronément Filliol malgré la graphie de l'acte d'état civil), né le 12 mai 1909 à Bergerac et mort en 1975 à Milan, est un militant nationaliste français, cofondateur avec Eugène Deloncle de la Cagoule en 1935.

## Biographie

### De l'Action française à la Cagoule

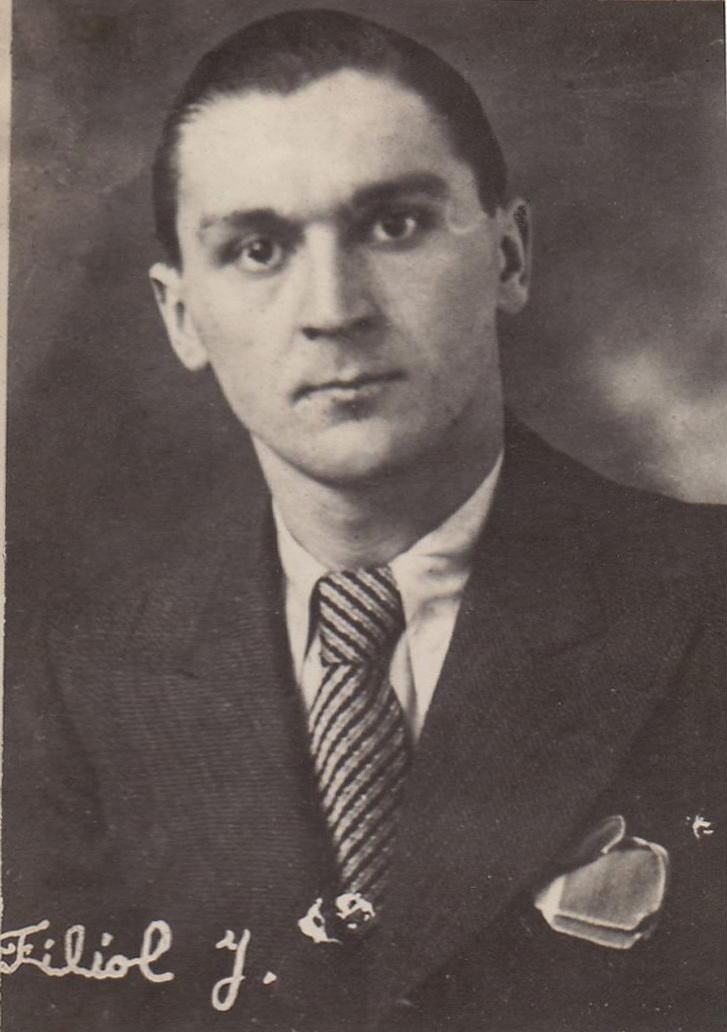
Jean Filiol (années 1930).

Militant de l'Action française, où il dirigeait la 17e équipe des Camelots du roi dans le quartier de La Muette dans le 16e arrondissement de Paris, il est très actif durant la manifestation des Ligues, le 6 février 1934. De cet événement, naît une opposition farouche entre les dirigeants de l'Action française, lui et son équipe de camelots. Celle-ci débute par une accusation d'immobilisme lancée à l'encontre de Georges Calzant et Maurice Pujo, qui auraient été introuvables pendant l'émeute. Puis, en 1935, dans un long mémoire signé par 97 camelots appuyés par Jean Filiol, une argumentation tend à accuser Calzant, Pujo et Maxime Real del Sarte de laisser dépérir le mouvement. Filiol et ses 97 camelots sont alors exclus de l'Action française.

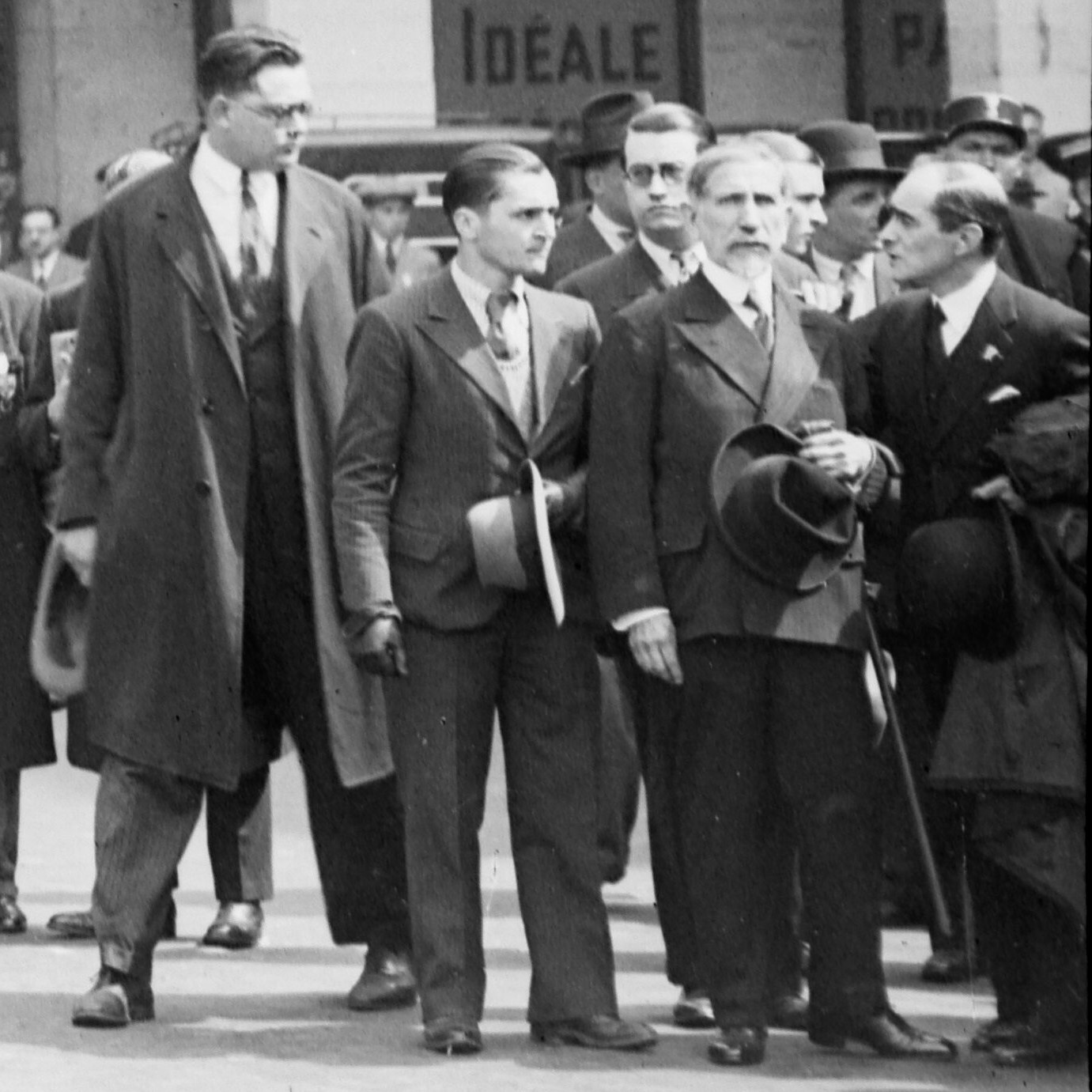
Jean Filiol assurant la sécurité de Charles Maurras le 15 mai 1932 lors de la fête nationale de Jeanne d'Arc et du patriotisme.

Dans ces circonstances, se développe dès le mois de décembre un groupuscule, le Parti national révolutionnaire (PNR ou PNRS) qu'il fonde avec son ami Eugène Deloncle. Ses adhérents ne peuvent échapper à la police. C'est à cette fin qu'ils décident de dissoudre leur association aussi légale soit-elle, et de créer une organisation non plus légale mais secrète, l'Organisation secrète d'action révolutionnaire nationale (OSARN). Lors de son démantèlement, cette organisation sera dénommée le « Comité secret d'action révolutionnaire » (CSAR) et surnommée la « Cagoule » dans la presse.
Ce groupe d'extrême droite s'oriente alors dans des actions de plus en plus violentes dans le but de renverser le régime républicain. En 1937, Jean Filiol est soupçonné d'avoir assassiné le 23 janvier l'économiste russe Dimitri Navachine et d'avoir participé à l'assassinat des frères Carlo et Nello Rosselli à Bagnoles-de-l'Orne pour le compte de Mussolini, à la suite duquel il se réfugie en Italie puis en Espagne.

### Collaborateur avec l'Allemagne nazie

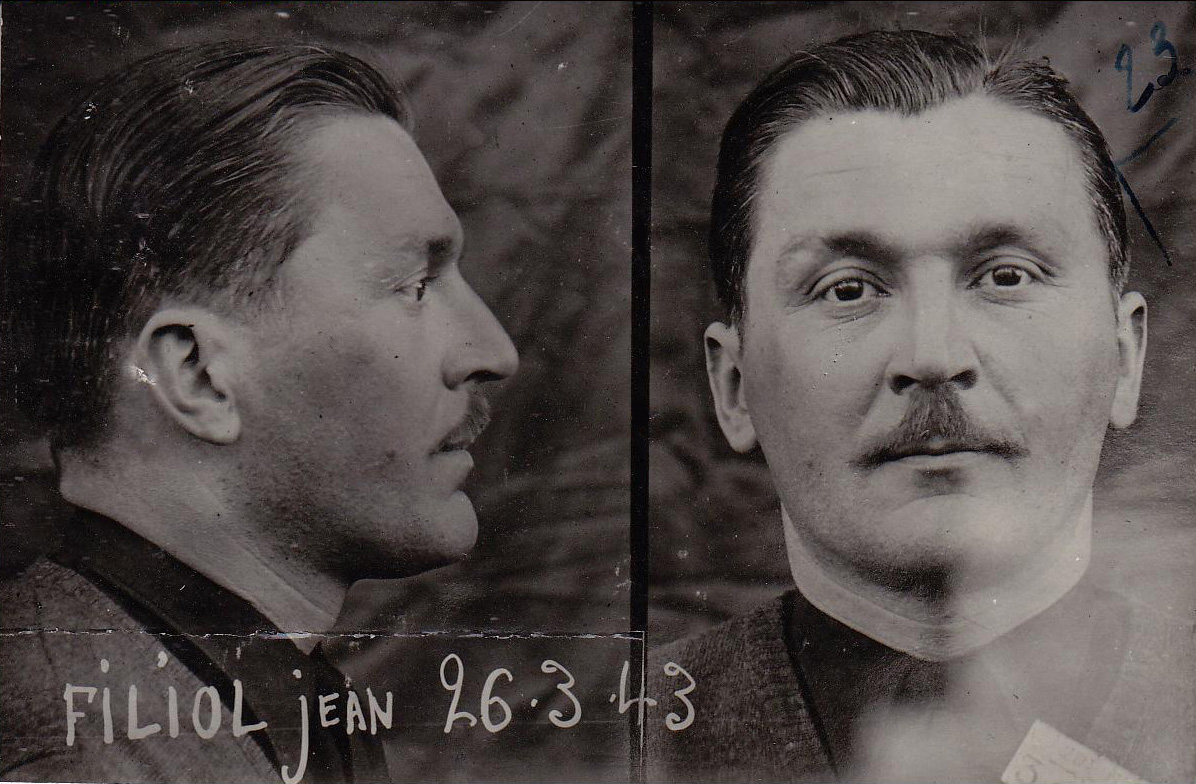
Jean Filiol en mars 1943.

En 1941, il revient en France et rejoint l'équipe dirigeante du Mouvement social révolutionnaire de Deloncle où il est chargé du renseignement. Le 14 mai 1942, il organise un « putsch » pour évincer Deloncle. Pierre Laval, échaudé depuis la tentative d'assassinat dont il a été victime de la part de Paul Collette en août 1941, voit en lui un assassin en puissance et le fait interner en novembre 1942 au camp de Saint-Paul-d'Eyjeaux.
Joseph Darnand, secrétaire d'État au maintien de l'ordre et chef de la Milice, le fait libérer début 1944 et l'affecte à la Franc-garde de la Milice dans le Limousin, en le chargeant encore du renseignement. Il a investi, avec ses camarades, le Petit Séminaire, près de l’Hôtel de ville de Limoges, les tortionnaires opèrent au deuxième étage du bâtiment B, chambre 19. Jean Filiol y torture pendant trois mois des résistants, comme Victor Renaud, et laisse dans la région un souvenir épouvantable. Il sera aussi en liaison étroite avec les services allemands de la SD (qui à cette époque sont dirigés par les officiers August Meier et Erich Bartels qui investit une villa à l’angle de l’impasse Tivoli et du cours Gay-Lussac tout près de la Gare de Limoges-Bénédictins. Jean Filiol, participe aux réunions notamment son service le chef en était Pitrud, les trois autres étaient Davoine, alias « Decours », Tixier et Tomine avec le sous-chef de la Gestapo, le Oberscharführer Joachim Kleist à l’Hôtel de la Gare à Saint-Junien ou Adolf Diekmann avait installé son poste de commandement il eu appris que Helmut Kämpfe le « héros de la division Das Reich » avait disparu et que Karl Gerlach avait disparu aussi vers Nieul. Kämpfe, a été capturé entre Saint-Léonard-de-Noblat et Sauviat-sur-Vige d'où à Moissannes un monument conçu par l'artiste Jean-Joseph Sanfourche en 1986 rappelle sa capture il a été capturé par les hommes du sergent Jean Canou appartenant au groupe de Georges Guingouin. Puis la  décision du Massacre d'Oradour-sur-Glane sous les ordres de Adolf Diekmann commandant le premier bataillon du régiment Der Führer de la 2e division SS Das Reich, sous le commandement du général Heinz Lammerding. Leur tâche est lourde car la région du Limousin est en grande partie contrôlé par les FTP de Georges Guingouin depuis le 7 juin Dès le lendemain du jour du Débarquement de Normandie, des garnisons allemandes sont encerclées et attaquées : Guéret, Tulle, Argenton-sur-Creuse, Confolens, La Souterraine, Bellac et... Saint-Junien. Le 27 juin 1944, à Saint-Victurnien, il monte une embuscade contre des résistants à l’issue de laquelle neuf résistants périrent ainsi que deux habitants du village. Jean Filiol accompagne les Allemands lorsqu’ils descendent pour conduire une grande rafle de suspects dans les rues de Périgueux. Lorsque Jean de Vaugelas, est remplacé à Limoges, par Émile Raybaud, Jean Filiol, qui ne s'entend pas avec ce nouveau chef qu'il juge trop indulgent, obtient le droit de quitter le Limousin pour l'Auvergne. Il aurait été à l'initiative de l'exécution de 24 civils ou résistants extraits de leur cellule de la prison allemande du 92e RI à Clermont-Ferrand (Puy-de-Dôme) et fusillés à Orcines (Puy-de-Dôme) par les Allemands le 13 juillet 1944 en représailles du sabotage de 24 poteaux électriques par la Résistance. Il appartenait alors à la Milice. Selon un rapport du commissaire de police de Chamalières au commissaire central de Clermont-Ferrand, en date du 17 août 1944, Filiol aurait à cette date été directeur adjoint du maintien de l'ordre à Clermont-Ferrand sous le nom de Denis. Il rencontre le commandant local Paul Blumenkamp, qui emploie plusieurs agents hauts tel que Ursula Brandt ou encore les français Georges Mathieu, et Jean Vernières. Il serait alors domicilié à Paris Saint-Lazare. Le 9 juin 1944, Jean Filiol participe avec l'état major des SS de la division Das Reich à la préparation du massacre d'Oradour-sur-Glane notamment une réunion préparatoires aux opérations au siège de la milice rue du général Cérez. Le 10 aout 1944, Joseph Darnand transmet un ordre de repli général. Jean Filiol quitte Clermont-Ferrand pour Vichy puis traverse la Bourgogne, arrive à Nancy puis en Allemagne, il retrouve dans le dernier refuge des collaborateurs français, Jean Degans, Max Knipping et Marcel Gombert. Jean Filiol installe son QG à Kraunchenwies près de Sigmaringen, où Pierre Laval, Fernand de Brinon, et Philippe Pétain et sa femme Annie Pétain se sont réfugiés. En compagnie de Jean de Vaugelas, il participe à la création de « maquis blancs » pour reconquérir la France.

### Après-guerre
Après la guerre, Filiol est condamné par contumace à la peine capitale.
Pour l'historien Robert O. Paxton, il est évident qu'il fait partie de ces Français marginaux qui « ont émargé aux fonds secrets de l'Allemagne et de l'Italie à la fin des années 1930. »
Contrairement à ce qui a été longtemps cru, Filiol n'est pas parti en Espagne après la guerre. Comme Marcel Déat ou Hermann Bickler il a fait partie de ces hommes partis s'abriter en Italie. Sous le nom d'Adriano Grossi, il a pu refaire sa vie dans la région de Milan jusqu'à sa mort en 1975.
D'après Christine Sautermeister, professeur à l'université de Hambourg, Jean Filiol aurait inspiré le personnage du tueur Horace Restif dans les romans D'un château l'autre et Rigodon de l'écrivain Louis-Ferdinand Céline. L'assassin fictif est également nommé « Palmalade », un pseudonyme utilisé par le tueur de la Cagoule, affirme l'universitaire franco-allemande.

### Sources primaires
- Raymond Abellio (Georges Soulès), Ma dernière mémoire, vol. 3 : Sol invictus : 1939-1947, Paris, Gallimard, puis Ramsay, 1980, 497 p. (ISBN 2-85956-189-7)
- Henry Charbonneau, Les Mémoires de Porthos
  - Vol. 1, Paris, Éditions du Clan, 1967, 459 p.
  - Vol. 2, Le Roman noir de la droite française, Paris, Éditions du Clan, puis Robert Desroches, 1967, 472 p.
- Angelo Tasca, Vichy 1940-1944 : archives de guerre d'Angelo Tasca, sous la direction de Denis Peschanski, Paris/Milan, CNRS Éditions/Fondazione Giangiacomo Feltrinelli, 1986, XXII-749 p. (ISBN 2-222-03843-X)
- Angelo Tasca, La France de Vichy : archives inédits d'Angelo Tasca, sous la direction de David Bidussa et Denis Peschanski, Milan, Fondazione Giangiacomo Feltrinelli, coll. « Annali della Fondazione Giangiacomo Feltrinelli » (no 31), 1996, XVII-469 p. (ISBN 978-88-07-99052-6, présentation en ligne)